# Abu Ali Mustafa Brigades
De Brigades van de Martelaar Abu Ali Mustafa (Arabisch: كتائب الشهيد أبو علي مصطفى) zijn de gewapende vleugel van het marxistisch-leninistische Volksfront voor de Bevrijding van Palestina (PFLP) in de Palestijnse gebieden (de Westelijke Jordaanoever, Gaza en Oost-Jeruzalem).

## Geschiedenis
De oorspronkelijke naam was de Rode Adelaar Brigade (Arabisch: كتائب النسر الأحمر). Ze werden in 2001 hernoemd naar Abu Ali Mustafa, de leider van de PFLP, die op 27 augustus 2001 door Israël was vermoord. Ze waren actief met aanvallen op zowel militaire als civiele Israëlische doelen tijdens de al-Aqsa Intifada.

### Aanvallen uitgevoerd door de Abu Ali Mustafa Brigades
- De moord op Meir Lixenberg, raadslid en hoofd van de veiligheidsdienst in vier nederzettingen, die op 27 augustus 2001 werd neergeschoten terwijl hij in zijn auto op de Westelijke Jordaanoever reed.[2]
- De moord op 17 oktober 2001 op de rechtse Israëlische politicus en Israëlische minister van Toerisme Rehavam Zeevi, de enige Israëlische politicus die werd vermoord tijdens de Al-Aqsa Intifada.[3]
- Een zelfmoordaanslag in een pizzeria in Karnei Shomron op de Westelijke Jordaanoever, op 16 februari 2002, waarbij drie Israëliërs omkwamen.[4]
- Een zelfmoordaanslag in Ariel op 7 maart 2002, waarbij er gewonden maar geen doden vielen.[5]
- Een zelfmoordaanslag op een markt in Netanya, op 19 mei 2002, waarbij drie Israëliërs omkwamen. Deze aanval werd ook opgeëist door Hamas, maar de Abu Ali Mustafa Brigades hebben de dader op hun website geïdentificeerd als een van hun leden.[6]
- Een zelfmoordaanslag op het busstation bij Geha-kruising in Petah Tikva op 25 december 2003 waarbij 4 Israëliërs omkwamen.[7]

## Mogelijkheden
Volgens het CIA World Factbook is de exacte sterkte van de Abu Ali Mustafa Brigades onbekend, maar het loopt in de duizenden. De wapens die in hun bezit zijn zijn kleine wapens, lichte machinegeweren, raketartillerie, mortieren, Manpads, geïmproviseerde wapens en explosieven, waaronder Geïmproviseerde bommen en bomvesten.
De Abu Ali Mustafa Brigades produceren ook hun eigen wapens, maar smokkelen en importeren ze ook.

De militaire doctrine en tactieken van de Abu Ali Mustafa Brigades geven een sterke voorkeur aan mortieren. De brigades publiceren regelmatig video's van hen die Israëlische posities met mortieren bombarderen. In een interview met de Los Angeles Times deed Abu Jamal, de woordvoerder van de brigades, de volgende uitspraak:
Het voordeel van de mortier is dat de vijand zich er nooit tegen kan beschermen. Dit is geen nauwkeurig wapen, maar dat is voor ons niet belangrijk. Zelfs als de mortier het doel niet raakt, willen we verwarring en paniek veroorzaken.

## Buitenlandse steun
De PFLP, en bij uitbreiding de Abu Ali Mustafa Brigades, ontvangen militaire en financiële steun van Iran. Deze relatie begon waarschijnlijk rond 2013, en hoewel de werkelijke omvang van deze steun onduidelijk is, hebben de PFLP en Abu Ali Mustafa Brigades zichzelf herhaaldelijk tot bondgenoten van Iran, Syrië en de As van Verzet verklaard.
Ze kregen ook steun van de Libisch-Arabische Socialistische Volks-Jamahiriyah tot 2011.